# Conan lo zingaro
Conan lo zingaro (Conan the Wanderer, letteralmente Conan il Vagabondo) è una raccolta di quattro racconti heroic fantasy scritti da Robert E. Howard, L. Sprague de Camp e Lin Carter con protagonista Conan il barbaro, personaggio creato da Howard.
È il quarto tomo di una serie di dodici volumi dedicata al personaggio.

## Storia editoriale
Il personaggio di Conan era stato creato da Robert Howard nel 1932 e fu protagonista di diversi romanzi e racconti pubblicati sulla rivista Weird Tales fino alla morte dello scrittore nel 1936. Circa vent'anni dopo la casa editrice Gnome Press acquisì i diritti per ristampare in volume il ciclo di Conan e affidò la curatela del progetto al romanziere L. Sprague de Camp, importante autore della rivista Unknown concorrente di Weird Tales; egli decise di organizzare i testi di Howard secondo una cronologia interna da lui ipotizzata (laddove Howard li aveva composti in ordine anacronico) e aggiunse ai cinque volumi di materiali "canonici" due tomi di testi "apocrifi", composti di suo pugno o dal collaboratore Björn Nyberg. Circa dieci anni dopo i diritti passarono da Gnome Press a Lancer Books e il nuovo editore incaricò de Camp e il suo collaboratore Lin Carter di espandere ulteriormente la serie, allestendo così una nuova edizione in dodici volumi.
Il quarto volume Conan the Wanderer fu pubblicato in brossura da Lancer Books nel 1968; fu successivamente unito al quinto e al sesto volume della dodecalogia, Conan l'avventuriero e Conan il bucaniere, nell'omnibus per il mercato britannico The Conan Chronicles 2 (Sphere Books, 1990). Il libro è stato tradotto in tedesco, giapponese, spagnolo, olandese, svedese e italiano. 
La prima edizione italiana di Conan lo zingaro è stata pubblicata da Editrice Nord nel 1980 entro la Fantacollana, collana nella quale venne tradotta l'intera serie Lancer/Ace (seppur in ordine sfasato rispetto alla cronologia interna); la raccolta è stata riproposta dallo stesso editore entro il volume omnibus di grande formato La Leggenda di Conan il Cimmero della linea Grandi Opere Nord nel 1989, e poi nell'omnibus in brossura tascabile Conan l'avventuriero della linea Tascabili Super Omnibus nel 1993.

## Contenuti
Il volume comprende due racconti "canonici" di Howard, un romanzo breve realistico di Howard riscritto da de Camp per trasformarlo in un'avventura di Conan, e un racconto "apocrifo" composto dai soli de Camp e Carter. Si indica per ogni testo la prima edizione.
- Introduzione di L. Sprague de Camp.
- "Lacrime nere" ("Black Tears"), inedito. Scritto da L. Sprague de Camp e Lin Carter.
- "Ombre a Zamboula" ("Shadows in Zamboula"), Weird Tales novembre 1935. Scritto da Robert E. Howard.
- "Il diavolo di ferro" ("The Devil in Iron"), Weird Tales agosto 1934. Scritto da Robert E. Howard.
- Il pugnale di Fiamma (The Flame Knife), nella raccolta Tales of Conan, Gnome Press, 1955. Scritto da Robert E. Howard con protagonista El Borak e il titolo di La Maledizione a Tre Lame (Three-Bladed Doom) e riscritto da L. Sprague de Camp.

## Trama
Nelle quattro storie di questo volume il trentenne Conan è inizialmente a capo di un'orda di predoni zuagir (da lui assemblata al termine del precedente volume), ma tale armata viene sgominata dalle legioni di Re Yezdigard di Turan (il cui defunto padre era stato un acerrimo nemico del Cimmero). Conan pertanto ripara temporaneamente nei Regni Neri, dove libera la città di Zamboula dal giogo di un corrotto stregone, e successivamente ritorna alla carriera di mercenario per conto di Kobad Shah re dell'Iranistan, che gli assegna un'orda di guerrieri kozaki; in questa veste Conan si scontra di nuovo con il suo vecchio rivale Olgerd Vladislav, che era stato capo degli Zuagir prima di lui.